# 松浦親 (宗金)
松浦 親（まつら ちかし）は、戦国時代から安土桃山時代にかけての武将。肥前国飯盛城主。

## 生涯
明応3年（1494年）、松浦氏嫡流・相神浦松浦氏当主・松浦政の嫡男として誕生。同7年（1498年）11月2日、父・政が平戸松浦氏・松浦弘定の攻撃により大智庵城で自刃。幸松丸は母・南殿と人質として平戸へ連行され幽閉される。同8年（1499年）、旧臣達が一計を案じ、母と共に幸松丸が今福の歳の宮に参詣したところを救出、幸松丸は有田の唐船城へ入城し旧臣達の支えを受け成長していった。永正9年（1512年）に元服。名を親と改め旧領の奪回を目論み、相神浦で兵を上げ大智庵城や武辺城を奪回し、松浦弘定への対抗勢力となったが龍造寺家兼の斡旋を受け弘定と和睦する。同12年（1515年）、波多興の長女・多見野を娶る。
享禄4年（1531年）、叔父・少弐資元の奔走により、室町幕府から平戸松浦氏が今福・有田・相神浦を返還する沙汰が出され、親は旧領を回復した。また、親は少弐氏との関係を強固にするため、資元の子である鎮を養子に迎える。天文4年（1535年）頃、新たな居城・飯盛城を築城した。
一方、平戸松浦氏当主・松浦隆信は親討伐の軍を起こし南進した。天文12年（1543年）、隆信は鷹島・今福を攻め、同13年（1544年）には飯盛城に攻め寄せる。しかし、要害であった飯森城は防御が固く戦いは一年余りに及んだ。この間に蹂躙された飯森城下や民の窮状を見た親は、有馬氏の仲裁を受け入れ、鷹島を隆信へ割譲し和睦した。永禄3年（1560年）、親は、衰退していた少弐氏に替わり、島原で勢力を拡大する肥前有馬氏から有馬晴純の五男の盛を新たに養子として迎えることで、有馬氏の支援を受け形勢の逆転を狙った。
同6年（1563年）、後ろ盾である有馬氏が龍造寺氏に敗れ衰退したことを好機と捉えた松浦隆信は親討伐のため再び南進した。隆信勢は陸海両面から来襲し、鉄砲隊を先頭に飯森城に攻め寄せた。親は隆信方の攻撃をよく防いだが、有馬氏からの援軍はなく、次第に親は劣勢となった。同9年（1566年）、親は相神浦を隆信に制圧され、孤立したことで龍造寺氏らの仲介を受け入れ、隆信の三男・九郎（同じく親と名乗らせる）を養子に迎え、隆信に降り飯森城を開城した。
その後、永禄6年（1563年）の籠城中に、有馬氏へ援軍依頼を要請しに行ったまま飯森城へ戻らなかった盛が帰還した際、盛の処遇に窮し、九郎を相神浦に、盛を唐船城に配置し、自らは剃髪し宗金と号し隠棲した。
天正5年（1577年）、妻・多見野が亡くなって6日後の9月23日に死去した。